# Monte Usu
Il monte Usu è uno stratovulcano giapponese, situato all'interno del parco nazionale di Shikotsu-Tōya, nell'Hokkaidō.
Il vulcano ha eruttato quattro volte, a partire dal XX secolo: nel 1910 e nel 1945 ha rispettivamente creato i duomi lavici di Meiji-shinzan e Shōwa-shinzan; il 7 agosto 1977 e il 31 marzo 2000.